# Del Campillo
Del Campillo es una localidad situada en el departamento General Roca, provincia de Córdoba, Argentina.
Su población, incluyendo la zona rural, es de 3707 habitantes según Indec 2022 y se encuentra situada a 390 km de la Ciudad de Córdoba, sobre la ruta provincial 27,  en lo que se denomina la pampa seca, la cual posee suelos salitrosos y áridos. Las precipitaciones varían entre 400 y 660 mm anuales y la temperatura media se encuentra entre los 18.º y los 25.º.

## Club Social y Deportivo Barrio Quirno
El 29 de septiembre de 1985 se reunieron en la guardería municipal un grupo de vecinos del Barrio Quirno (que debe su nombre a la familia que donó el terreno para la conformación del mismo), para crear un club deportivo en ese espacio, para fomentar el desarrollo de los niños en el fútbol, como así también, para que actúe como medio de integración de los propios habitantes. La primera comisión estuvo presidida por Miguel Ángel Baigorria. Durante el mismo año se acondiciona el campo de deportes para participar de campeonatos relámpagos, mas no de la Liga Regional. Tras 3 años de vida el club se disuelve.
En 2010 por una nueva iniciativa de los vecinos, se reabre como Escuela de Fútbol Barrio Quirno participando de certámenes extraoficiales con equipos de la Liga Regional de Fútbol de Río Cuarto, llegando a conformarse el Club Social y Deportivo Barrio Quirno con fecha de fundación 1 de diciembre de 2014 en el mismo predio ubicado en 9 de Julio esquina Ricardo Rojas del barrio que lleva ese mismo nombre. Lleva a cabo numerosas actividades de contención social en la localidad no solo en las divisiones formativas, como en los años ochenta.
La vecina Viviana Eliana Orozco diseñó el escudo de la nobel institución que por el azul dominante en su casaca es conocido como Los Azules o Los Azuleros.
El 4 de septiembre de 2016 inauguró su estadio con el nombre "Joaquín Díaz - Tránsito Pérez" en homenaje al matrimonio de vecinos que cedieron sus terrenos para la construcción del predio deportivo, donde en su ingreso puede leerse la recordada frase de Marcelo Bielsa, "Ningún jugador es tan bueno como todos juntos".
Participó por primera vez en la Primera División de la Liga Regional en el 2017, mientras que en 2019 disputó el Torneo Provincial de Clubes organizado por la Federación Cordobesa de Fútbol. En ambos certámenes el equipo no pudo superar la primera fase. En 2019 incursionó en la División Senior.
Desde los primeros años se realiza una fuerte inversión en las categorías infanto juveniles, que arriban a la obtención de preseas en el certamen anual E.N.F.I. organizado por Juventud Unida.
Su principal rival es el Cultural Del Campillo, el otro club de la localidad.
Roberto Carlos Díaz y "Pato" Escudero son dos dirigentes destacados en su joven historia.
En 2024 volvió a probar suerte en el Torneo Provincial en el que no le fue tan mal y esta vez pudo pasar la primera fase pero cayó por penales en octavos de final ante Deportivo Comercio de Villa Dolores.

## Club Deportivo y Cultural Del  Campillo
Fue fundado el 14 de diciembre de 1954 tras la fusión de distintas instituciones de Del Campillo luego de que los 4 clubes de la localidad:Club Atlético y Recreativo (1920),Club Deportivo Belgrano (1926),Club Atlético Racing (1929) y el Club Juventud Unida (1932) decidieran unir sus acciones conjuntamente con el Club Atlético y Recreativo. La nueva denominación de Club Deportivo y Cultural Del Campillo se fundamentó en la necesidad de destacar las actividades de carácter cultural que se desarrollaban y que no se encontraban contenidas en la expresión Recreativo y a su vez en la idea de vincular el club con el nombre de la localidad para otorgarle mayor arraigo y pertenencia.
Es oportuno destacar, que las cuatro instituciones tenían actividades diferentes, por caso el Club Atlético y Recreativo era una institución de marcado carácter social con sede propia y salón desarrollando actividades de juegos de naipes y la organización de veladas bailables; el Club Deportivo Belgrano practicaba tenis, fútbol y poseía una sala de cine; el Club Atlético Racing desarrollaba fútbol, básquet, pelota paleta y atletismo y el Club Juventud Unida se dedicaba exclusivamente al básquet. Habida cuenta de que las entidades fusionadas habían tenido marcadas identificaciones políticas, el Club Atlético Recreativo se identificaba con la Unión Cívica Radical, el Deportivo Belgrano era vinculado al Partido Demócrata y el Club Atlético Racing al Partido Socialista, se resolvió que la flamante institución no tuviera injerencia en cuestiones políticas.
Respecto al fútbol, siempre fue el deporte rector del club y actualmente afiliado a la Liga Regional de Fútbol General Roca, habiendo obtenido los campeonatos en los años 1999,2001,Clausura 2011,Clausura 2016,Clausura 2017,Apertura 2018,Clausura 2019 y Clausura 2022 siendo el máximo animador de la década. En el 2019 además arribó a la final del Torneo Interligas donde sucumbió ante el Club Deportivo Juventud Unida de Villa Huidobro.
Se destaca por haber llegado a un total de 13 finales entre 1990 y 2022, siendo el último equipo en llegar a las 2 finales del año (Apertura y Clausura) en 2022 perdiendo la primera tras ganar 2-1 de local en la ida,caer 1-0 en la vuelta de visitante quedando 2-2 el global y 2-1 en el tercer partido de desempate en cancha neutral ante Juventud Unida de Villa Huidobro y ganando la segunda después de empatar 1-1 en la ida de visitante y salir victorioso por 1-0 en la vuelta de local ante Nelson Tomás Page de Huinca Renancó.
Se destaca en este período la tarea de dirigentes de la talla de Roberto Mondino y Federico Godoy.
Su estadio es conocido como "La Bandeja" en alusión a su fisonomía y está ubicado en Vélez Sársfield y Roque Sáenz Peña además de que posee 4 tribunas pequeñas con capacidad de 32 personas sentadas (o 64 de pie). Los colores que identifican a la institución son el celeste y el blanco y eran usados por el Club Atlético y Recreativo desde sus comienzos. De allí también que se lo conozca como "El Celeste".
Tiene su sede social en la esquina de Domingo Faustino Sarmiento y José María Paz.
Es conocido también como "El Cultu" y su clásico rival el Club Social y Deportivo Barrio Quirno, con quien comparte localidad de origen. Debido a la fundación del equipo del norte de la localidad en 2015, rivalizó hasta entonces con el Club Atlético y Cultural Villa Valeria.
Asimismo, en la actualidad se practica bochas, pádel y hockey femenino, en el salón de fiestas se realizan variados eventos sociales y en el aspecto cultural se dictan talleres y seminarios de pintura y teatro.

## Historia
Los primeros habitantes de la región fueron los ranqueles, como lo atestiguan los elementos conservados en el museo del historiador local, Aldo Escudero. Estos pueblos originarios fueron desplazados durante la llamada Campaña del Desierto, de la cual subsisten los restos del “Fuerte Necochea”, 17 km al nornoreste.
Se ignora la fecha exacta de fundación de la localidad, aunque existen diarios de fines del siglo XIX, editados en la ciudad de Río Cuarto, que mencionan establecimientos en la zona. Se ha tomado como referencia el año 1905 por estar inscrito en uno de los edificios más antiguos del pueblo. En efecto, se ha considerado fundador a Don Enrique Cook, propietario de un casco de estancia cuyos herederos donaron posteriormente las tierras en las que se había trazado el tejido urbano del pueblo que lleva su nombre, separado por las vías del Ferrocarril Central al Pacífico, del Barrio “Quirno” al norte del primero. Por tal motivo, se considera como fecha de fundación del pueblo el 18 de noviembre de 1905. 
El nombre proviene de la estación ferroviaria.
Se trata de un pueblo de inmigrantes de origen italiano, en su mayoría, y en un porcentaje menor, españoles y de otras nacionalidades.
El censo nacional del año 2010 arrojó un total de 5155 habitantes, incluyendo la zona rural de la jurisdicción de Del Campillo.

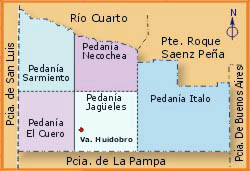
Pedanías del departamento General Roca

## Economía
La principal actividad económica en la zona es la agrícola-ganadera y la actividad comercial de la localidad depende en su totalidad del funcionamiento de las actividades agropecuarias.
El “Centro Ganadero General Roca” se encarga de la fiscalización de la actividad ganadera y de las campañas nacionales de vacunación contra la fiebre aftosa y la brucelosis.
Existen numerosas empresas dedicadas al acopio de granos y venta de agroquímicos. Los tamberos integran la “Cooperativa de Tamberos Colonia Astrada Ltda.”, y entregan su producción a la planta de la empresa “Sancor Cooperativa Unidas Ltda.”, en Coronel Moldes.
Como una nueva actividad económica se desarrolla la apicultura, incrementándose año tras año la cantidad de personas que se dedican a esta actividad.
También se destaca la cría de cerdos, ovinos, caprinos y aves de corral, rubro en el cual la Escuela Agrotécnica I.P.E.A. N.º 219 "Enrique Cook" ha mejorado varias especies de gallinas, obteniendo premios nacionales.

## Parroquias de la Iglesia católica en Del Campillo
| Diócesis  | Villa de la Concepción del Río Cuarto                        |
| --------- | ------------------------------------------------------------ |
| Parroquia | Sagrado Corazón de Jesús y Virgen del Rosario de San Nicolás |